# Gladstone (Queensland)

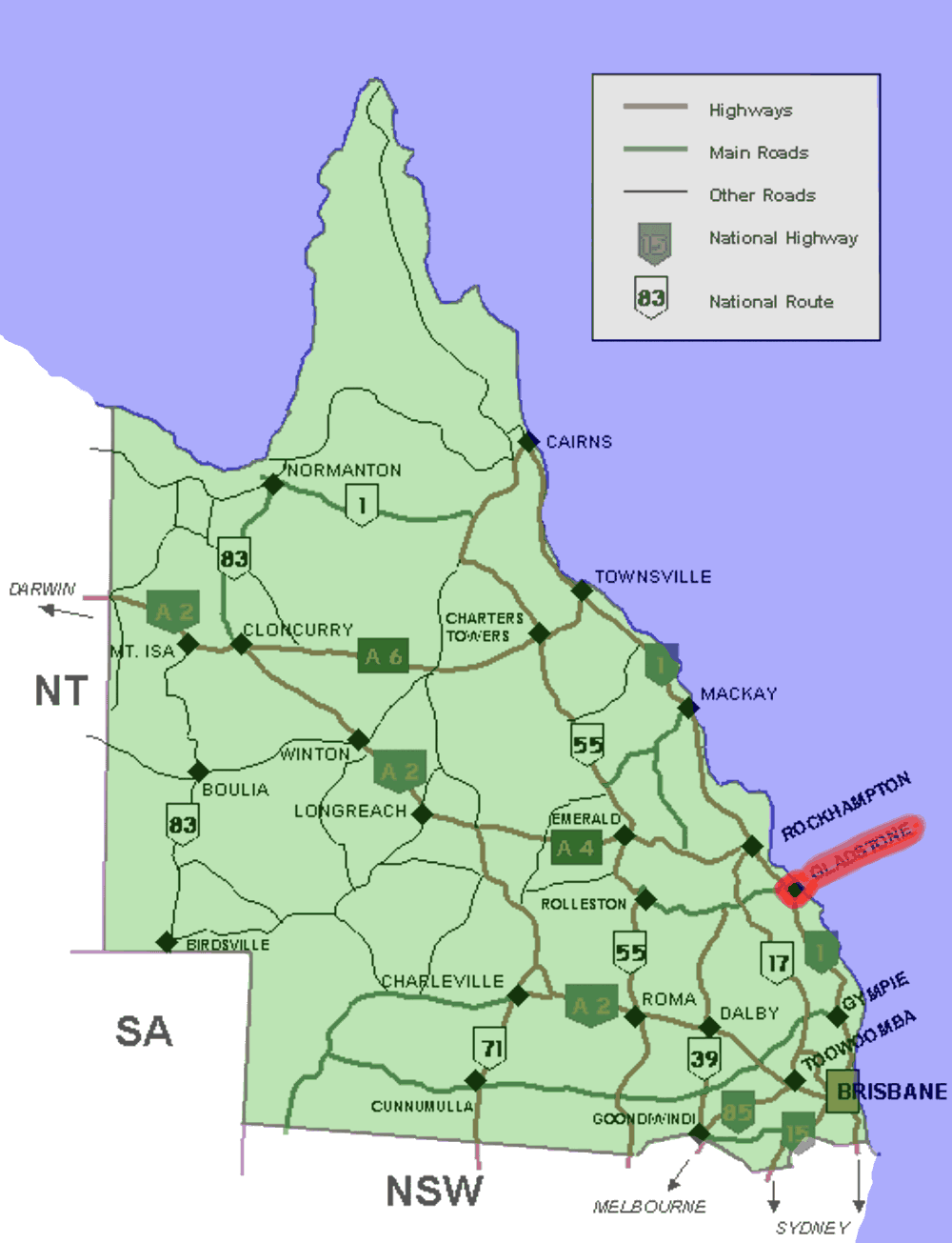
Gladstone vyznačen červeně na mapě Queenslandu

Gladstone je australské město ležící na východním pobřeží v Queenslandu asi 550 kilometrů severně od Brisbane a asi 100 kilometrů jihovýchodně od Rockhamptonu. Bylo založeno u přírodního hlubokého přístavu mezi ústími řek Boyne (asi 14 kilometrů na jih od města) a Calliope (severně od města).
Má necelých padesát tisíc obyvatel (z toho přibližně 3,5% Austrálců) a rozlohu 128 čtverečních kilometrů.